# Збройні сили Кенії
Сили оборони Кенії — збройні сили Республіки Кенія. Вони поділяються на Сухопутні війська Кенії, Військово-морські сили Кенії та Повітряні сили Кенії. У теперішньому вигляді вони були засновані, і визначений їх склад, у 241 Статті Конституції Кенії від 2010 року; СОК регулюються Законом Кенії про Сили оборони від 2012 року. Президент Кенії є верховним головнокомандувачем усіх збройних сил.